# Funicular Monte Tsukuba
El Funicular Monte Tsukuba -Tsukubasan Cable Car- (筑波山ケーブルカー Tsukubasan Kēburukā?), es una línea funicular  japonesa en el Monte Tsukuba de la ciudad de Tsukuba en la Prefectura de Ibaraki.

## Características
El funicular es operado por Tsukuba Kankō Railway (筑波観光鉄道 Tsukuba Kankō Tetsudō?), que también opera un teleférico, hoteles y restaurantes; la empresa pertenece a Keisei Group.
La longitud de la red del funicular es de 1,634 km, con una diferencia de altura de 495 m, entre sus dos estaciones. En su recorrido, pasa por el túnel Nagamine (長峰) de 118 metros de largo. La distancia se recorre en 8 minutos.

## Estaciones

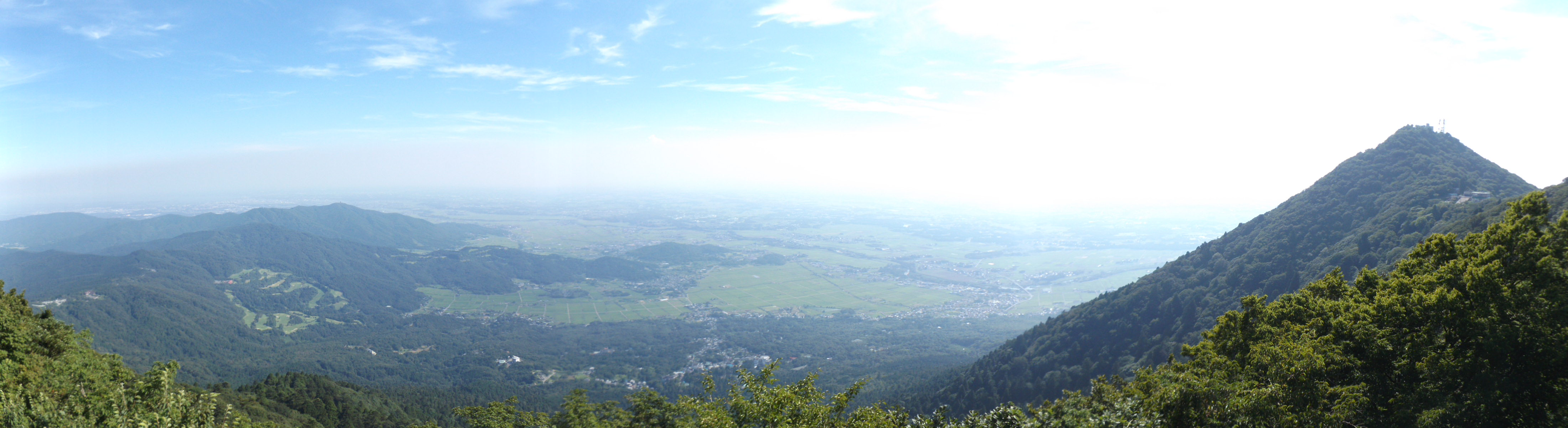
Monte Tsukuba

| N.º | Estación   | Nombre japonés | Distancia (km) | Diferencia altura (m) |
| --- | ---------- | -------------- | -------------- | --------------------- |
| 01  | Miyawaki   | 宮脇駅         | 0              | 0                     |
| 02  | Tsukubasan | 筑波山頂駅     | 1,634          | 495                   |

## Ubicación Estación Miyawaki
Dirección: 〒300-4352, Miyawaki Station, Tsukuba, Ibaraki.
Planos y vistas satelitales: 36°12′52.1″N 140°05′59.9″E / 36.214472, 140.099972